# Johan Beck-Friis (1890–1969)
Johan Hugo Beck-Friis, född 5 juni 1890 i Hargs församling, Stockholms län, död 30 juni 1969 i Nacka församling, Stockholms län, var en svensk diplomat. Han var son till disponent Joachim Beck-Friis.

## Biografi
Beck-Friis blev juris kandidat och civilekonom 1912 och inträdde samma år i diplomattjänst. Efter tjänstgöring på olika poster blev han 1930 legationsråd i Washington, 1936 generalkonsul och chargé d'affaires i Shanghai, 1937 envoyé där. 1940 blev Beck-Friis sändebud hos norska regeringen. Efter tyskarnas ockupation av landet kvarstannade han i Oslo men återkallades i juli sedan tyskarna begärt att ambassaden skulle stängas. 1941 utsågs Beck-Friis till envoyé i Lissabon utan att hans ackreditering som sändebud i Norge återkallades. I juni 1943 sändes han till London där han representerade Sverige hos den landsflyktiga norska regeringen och återtog vid Norges befrielse 1945 sin post som sändebud i Oslo. Flera rapporter av Beck-Friis har publicerats i de svenska vitböckerna om Sveriges politik under andra världskriget.

## Utmärkelser

### Svenska utmärkelser
- Konung Gustaf V:s jubileumsminnestecken med anledning av 70-årsdagen.[4]
- Konung Gustaf V:s jubileumsminnestecken med anledning av 90-årsdagen.[5]
- Kommendör med stora korset av Nordstjärneorden, 15 november 1948.[6]
- Kommendör av första klassen av Nordstjärneorden, 6 juni 1939.[7]
- Riddare av Nordstjärneorden, 1928.[5]
- Riddare av Carl XIII:s orden, 1962.

### Utländska utmärkelser
- Officer av Belgiska Leopoldsorden, 5 mars 1923.[8]
- Storkorset av Belgiska Leopold II:s orden, senast 1947.[9]
- Officer av Belgiska Leopold II:s orden, senast 1931.[10]
- Kommendör av Bulgariska Civilförtjänstorden, senast 1931.[10]
- Storkorset av Finlands Lejonsorden, senast 1950.[11]
- Officer av Franska Hederslegionen, senast 1931.[10]
- Riddare av Franska Hederslegionen, 24 mars 1923.[8]
- Kommendör av Grekiska Frälsarens orden, senast 1931.[10]
- Storkorset av Grekiska Fenixorden, senast 1940.[12]
- Storkorset av Italienska republikens förtjänstorden, senast 1962.[4]
- Kommendör av Italienska Sankt Mauritii- och Lazariorden, senast 1931.[10]
- Storkorset av Kinesiska Jadeorden, senast 1942.[13]
- Storkorset av Lettiska Tre Stjärnorsorden, senast 1942.[13]
- Storkorset av Litauiska Storfurst Gediminasorden, senast 1942.[13]
- Storkorset av andra klass av Mexikanska Aztekiska Örnorden,  senast 1947.[9]
- Storofficer av Monegaskiska Karl den heliges orden, senast 1931.[10]
- Storkorset av Nederländska Oranien-Nassauorden, senast 1947.[9]
- Storkorset av Norska Sankt Olavsorden, senast 1947.[9]
- Storkorset av Portugisiska Kristusorden, senast 1945.[14]
- Riddare av tredje klassen av Preussiska Röda örns orden, juni 1918.[8]
- Riddare av fjärde klassen av Preussiska Kronorden, 10 oktober 1916.[8]
- Innehavare av tredje klassen av Preussiska Röda Korsets medalj, 1918.[8]
- Storofficer av Påvliga Sankt Gregorius den storesorden, senast 1931.[10]
- Storofficer av Rumänska kronorden, senast 1931.[10]
- Kommendör av Serbiska Sankt Savaorden, senast 1931.[10]
- Storkorset av Thailändska Vita elefantensorden, senast 1962.[4]
- Storkorset av Ungerska Förjänstorden, senast 1945.[14]